# Notocacteae
A Notocacteae a kaktuszfélék (Cactaceae) családjába és a kaktuszformák (Cactoideae) alcsaládjába tertozó nemzetségcsoport.

## Elterjedésük
Fő elterjedési területük Dél-Amerika középső része: a fajok többsége Brazília és Argentína határvidékén honos, de például a Copiapoa nemzetség fajai Chilében, főleg a Parti-Kordillerákban élnek.